# Obdulia Luna
Obdulia Romelia Luna Luna là người phụ nữ đầu tiên ở Ecuador có bằng luật. Bà tốt nghiệp vào ngày 15 tháng 6 năm 1928 tại Đại học Guayaquil. Bà làm thư ký của Phòng đầu tiên của Tòa án Công lý Tối cao của thành phố Guayaquil.